# Tourterelle d'Adamaoua
Streptopelia hypopyrrha
Espèce
Statut de conservation UICN

 LC  : Préoccupation mineure
La Tourterelle d'Adamaoua  (Streptopelia hypopyrrha) ou Tourterelle de l'Adamaoua, est une espèce d'oiseau appartenant à la famille des Colombidés.

## Répartition
Son aire dissoute s'étend à travers le sud-est de la Sénégambie et l'ouest du Mali, le Togo, le centre du Nigeria et l'Adamaoua (nord du Cameroun).